# 吉宮瑠織
吉宮瑠織（8月8日—），舊藝名海乃琉璃，是日本的女性聲優、舞台剧演员、偶像。所属Beffect声优事务所。曾是虛擬聲優偶像團體22/7的成員，東京都出身。

## 簡歷
2016年12月24日在22/7甄選的10,325名中參加者脫穎而出，並暫定擔任佐藤麗華的聲優。
2017年5月12日的決定角色電話SHOWROOM直播中，確定擔任戶田純一角。
2021年9月30日，宣佈在22/7畢業。
2021年12月24日以「吉宮瑠織」的名字復出。

## 人物
興趣是研究偶像的表情，喜歡的人物是松井玲奈和柏木由紀。
喜歡偶像和動畫，喜歡的動畫是《妖狐×僕SS》、《偵探歌劇 少女福爾摩斯》、《犬夜叉》、《LoveLive!》。《LoveLive!》最喜歡的角色是西木野真姬。
憧憬的聲優是南條愛乃。
左右耳長都是7cm。
在2021年11月22日SHOWROOM中透露自己的身高增加了1cm，現在身高為168cm。

## 演出作品
※粗體字為主要角色。

### 電視動畫
2018年
- 女神異聞錄5 the Animation（女主播、茶色頭髮的女高中生[1]）※名義

2019年
- BEASTARS（女學生）

2020年
- 22/7（戶田純[10]）

### 電視節目
- 22/7 計算中（2018年7月7日－2019年12月28日，飾演戶田純）
- Wacchi!!（2018年4月12日，青森電視台）[11]

### 廣播節目
- 22/7 除不盡廣播（2017年4月9日－2018年7月1日，不定期，超!A&G+）[12]
- FM-FUJI artist special "LIVE TALK SHOW" featuring 22/7（2017年12月27日，FM-FUJI）[13]
- A&G ARTIST ZONE THE CATCH（2018年4月2日－2019年3月25日，超!A&G+） - 周一固定主持「22/7的THE CATCH」[14]

## 外部連結
- 22/7個人資料 （页面存档备份，存于）（日語）
- 22/7 OFFICIAL BLOG（海乃琉璃的記事） （页面存档备份，存于）（日語）
- 22/7 海乃琉璃的X（前Twitter）（日語）